# 船町駅
船町駅（ふなまちえき）は、愛知県豊橋市北島町北島にある、東海旅客鉄道（JR東海）飯田線の駅である。駅番号はCD01。

## 概要
豊橋駅（愛知県豊橋市）と辰野駅（長野県）を結ぶ飯田線の中間駅（途中駅）の一つである。飯田線は歴史的経緯から豊橋駅と旧平井信号場（愛知県豊川市）までの区間を名古屋鉄道（名鉄）名古屋本線と共有しているが、名鉄の列車（急行・特急・快速特急）はいずれも停車しない。また、飯田線普通列車でもこの駅を通過する列車がある。
船町駅は1927年（昭和2年）に、私鉄豊川鉄道の手によって開設した。1943年（昭和18年）の国有化を経て、1987年（昭和62年）の国鉄分割民営化に伴いJR東海運営に移って現在に至っている。豊川鉄道時代は「新船町駅（しんふなまちえき）」と称した。
IC乗車券サービスの対応駅の一つであり、「TOICA」や相互利用が可能なその他ICカードの利用が可能である。

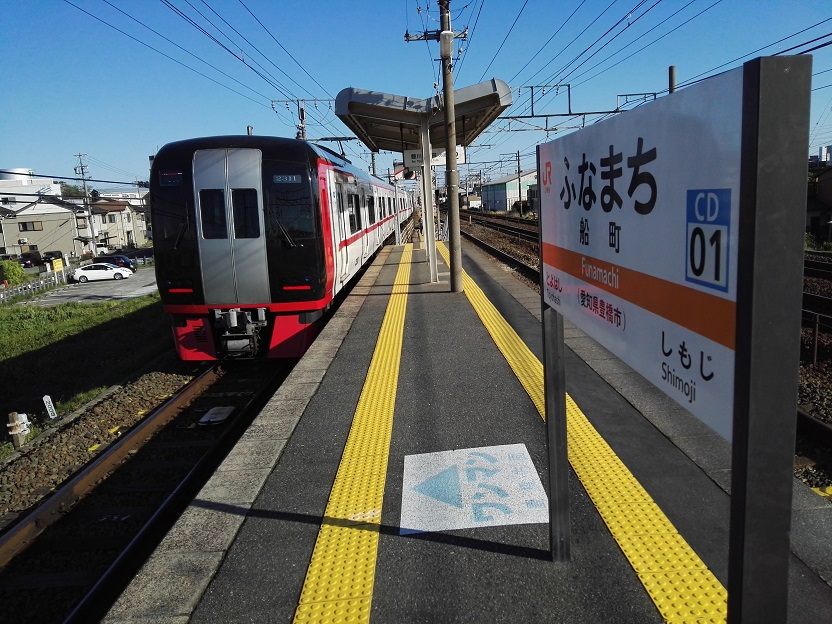
通過する名鉄列車

## 歴史
当駅を開設した豊川鉄道は、現在のJR飯田線南部分に当たる豊橋 - 大海間を運営していた私鉄である。同鉄道線は1897年（明治30年）に豊橋から豊川まで開通していたが、その時に船町駅は開設されなかった。駅が新設されたのはそれから30年後の1927年6月で、現在の名鉄名古屋本線にあたる愛知電気鉄道豊橋線が豊川鉄道と線路を共用して豊橋まで乗入れたのと同時であった。開設当初の名称は「新船町停留場」であり、「船町」という駅名は新船町停留場に隣接する貨物駅（1900年開設）が名乗っていた。
1943年8月、豊川鉄道線は買収・国有化され国鉄飯田線が成立する。これに伴って新船町停留場は国鉄「船町駅」となった（国有化の際、貨物駅の旧船町駅は豊橋駅へと統合されている。現豊橋ORS）。開業時から貨物営業を行っておらず、荷物扱いも開始されることのないまま、1987年4月の国鉄分割民営化を迎えてJR東海に継承されている。

### 年表
- 1927年（昭和2年）6月1日：豊川鉄道の新船町停留場として開設。旅客営業のみ行う旅客駅であった[2]。
- 1943年（昭和18年）8月1日：国有化、国鉄飯田線の駅となる。同時に船町駅に昇格[2]。
- 1969年（昭和44年）6月5日：業務委託駅化[3]。
- 1984年（昭和59年）2月24日：業務委託終了、無人駅化[4]。
- 1987年（昭和62年）4月1日：国鉄分割民営化に伴い、東海旅客鉄道（JR東海）の駅となる[5]。
- 1991年（平成3年）3月16日：ダイヤ改正実施。以降、停車列車は豊橋 - 豊川間区間運転列車が中心に。
- 2010年（平成22年）3月13日：ICカード「TOICA」の利用が可能となる[6]。
- 2018年（平成30年）3月：駅ナンバリングが導入、使用開始。当駅には「CD01」が与えられた[7]。

## 駅構造
盛土（築堤）上に建設されている島式ホーム1面2線を有する地上駅。
低いガード脇の地上にある駅舎は小さく、築堤上で一段高い位置にあるホームへは、上下線に挟まれた狭い階段を登る。無人駅（駅員無配置駅）であり、管理駅（駅長配置駅）である豊川駅管理下に置かれている。かつては有人駅であったが、1969年の業務委託化を経て、1984年から無人駅となっている。
上り線豊橋方面の線路は、ロングレール化されていない。

### のりば
| 番線 | 路線      | 方向 | 行先           |
| ---- | --------- | ---- | -------------- |
| 1    | CD 飯田線 | 上り | 豊橋方面       |
| 2    | CD 飯田線 | 下り | 豊川・飯田方面 |

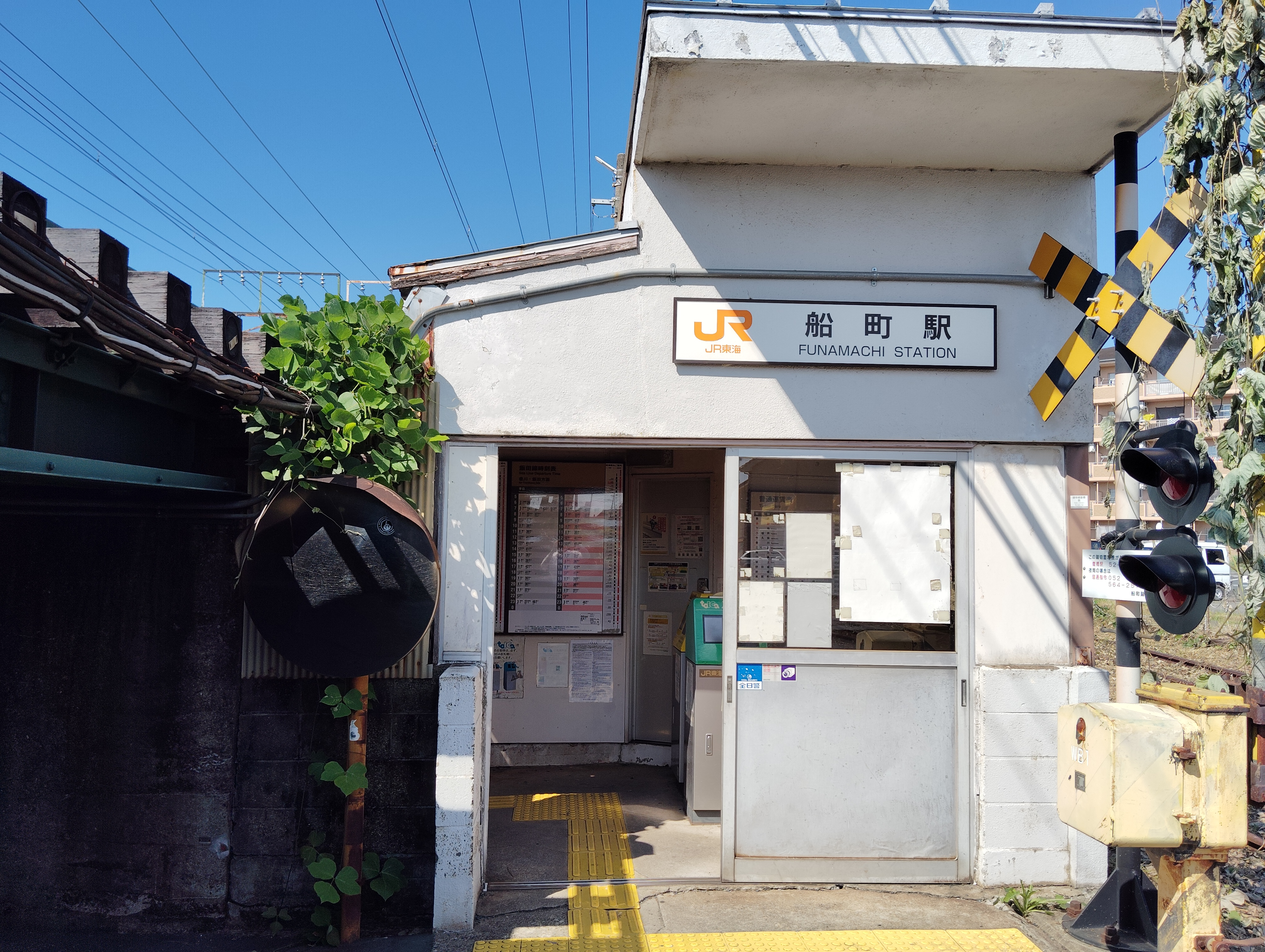
入口（2024年10月）
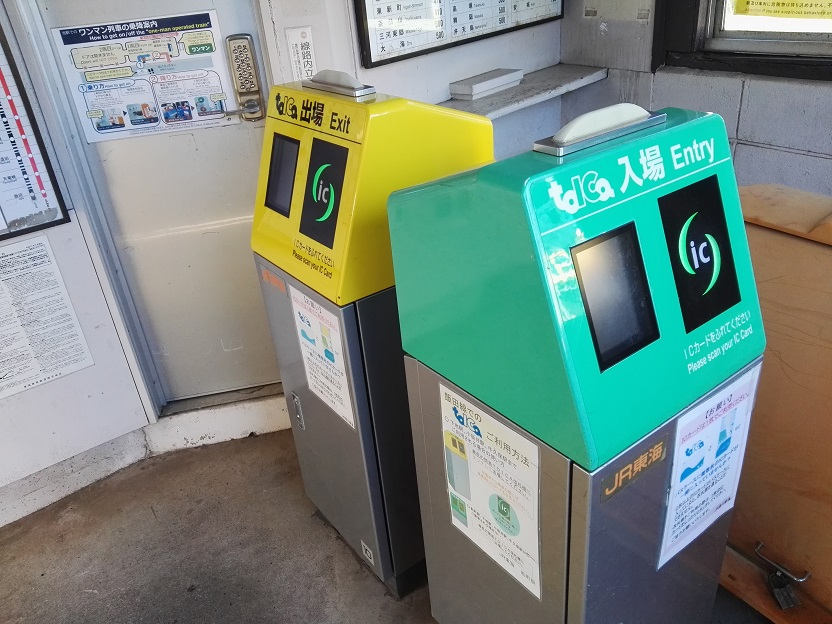
簡易TOICA改札機（2019年4月）
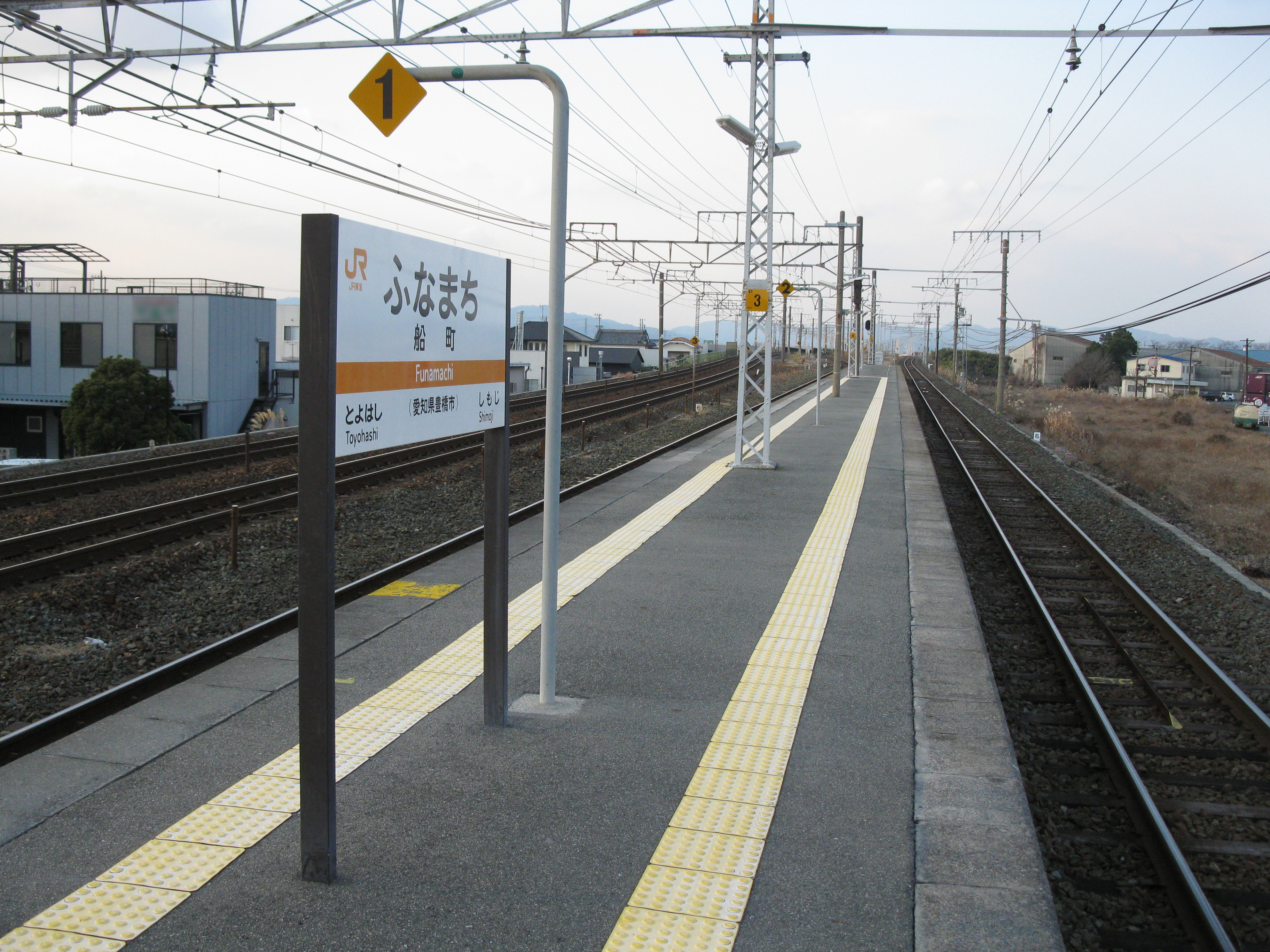
ホーム（2011年1月）
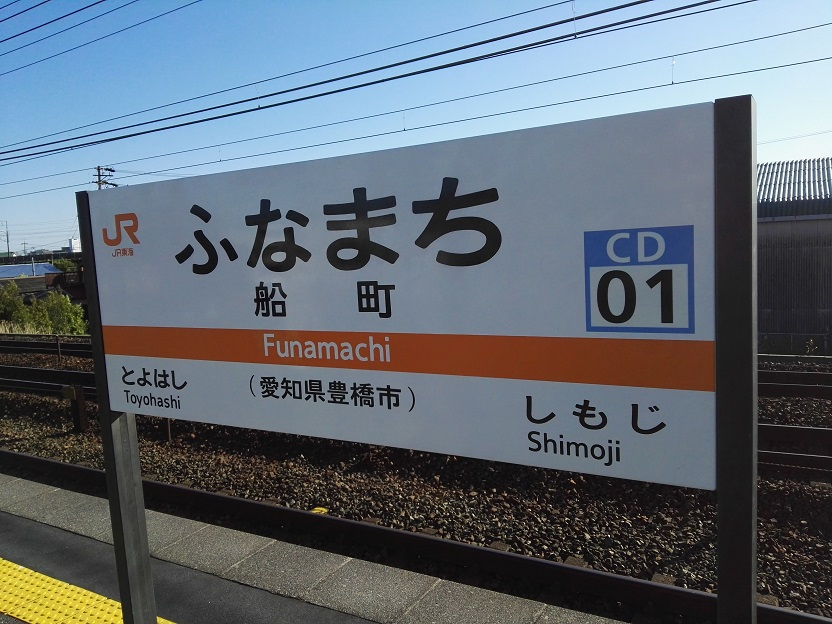
駅名標（2019年4月）

## 停車列車
当駅を挟む飯田線豊橋 - 豊川間では、日中普通列車は1時間当たり上下各3 - 4本設定されているが、当駅と隣の下地駅に停車するのはそのうち上下各2本程度である。停車するのは豊橋 - 豊川間の区間運転列車が中心（例外もある）。快速列車（上りのみ設定）と特急「伊那路」は通過。名鉄線列車は最大で1時間当たり上下各6本が当駅を通過している。

## 利用状況
「愛知県統計年鑑」及び「豊橋市統計書」によれば、1950年度 - 2019年度の1日平均の乗車人員は以下の通りに推移している（2000年度 - 2010年度は資料無し）。
1950年度の乗車人員は1日平均366人であったがその後増加し続け、1965年度にはその約3.5倍にあたる1211人を記録する。しかしこれを頂点に以降減少傾向に転じ、1986年度にはその1/7の175人にまで減少した。1988年度からは微増し、200人を上回るが、1996年度から再び200人を割り、1999年度には1日平均169人となった。
| 1日平均の乗車人員の推移 | 1日平均の乗車人員の推移 | 1日平均の乗車人員の推移 |
| 年度 | 乗車人員                | 出典（※）               |
| --- | ----------------------- | ----------------------- |
| 1950年度 | 336人                   | 昭和27年度刊・327頁     |
| 1951年度 | 435人                   | 28年度刊・311頁         |
| 1952年度 | 429人                   | 29年度刊・330頁         |
| 1953年度 | 453人                   | 30年度刊・306頁         |
| 1954年度 | 448人                   | 31年度刊・304頁         |
| 1955年度 | 481人                   | 32年度刊・320頁         |
| 1956年度 | 578人                   | 33年度刊・336頁         |
| 1957年度 | 677人                   | 34年度刊・380頁         |
| 1958年度 | 696人                   | 35年度刊・293頁         |
| 1959年度 | 886人                   | 36年度刊・261頁         |
| 1960年度 | 983人                   | 37年度刊・325頁         |
| 1961年度 | 1,075人                 | 38年度刊・297頁         |
| 1962年度 | 1,046人                 | 39年度刊・299頁         |
| 1963年度 | 1,109人                 | 40年度刊・263頁         |
| 1964年度 | 1,135人                 | 41年度刊・239頁         |
| 1965年度 | 1,211人                 | 42年度刊・263頁         |
| 1966年度 | 1,123人                 | 43年度刊・193頁         |
| 1967年度 | 1,072人                 | 44年度刊・197頁         |
| 1968年度 | 1,112人                 | 45年度刊・205頁         |
| 1969年度 | 979人                   | 46年度刊・229頁         |
| 1970年度 | 811人                   | 47年度刊・237頁         |
| 1971年度 | 724人                   | 48年度刊・217頁         |
| 1972年度 | 572人                   | 49年度刊・215頁         |
| 1973年度 | 530人                   | 50年度刊・221頁         |
| 1974年度 | 520人                   | 51年度刊・225頁         |
| 1975年度 | 506人                   | 52年度刊・217頁         |
| 1976年度 | 475人                   | 53年度刊・231頁         |
| 1977年度 | 428人                   | 54年度刊・233頁         |
| 1978年度 | 386人                   | 55年度刊・221頁         |
| 1979年度 | 361人                   | 56年度刊・227頁         |
| 1980年度 | 363人                   | 57年度刊・239頁         |
| 1981年度 | 393人                   | 58年度刊・223頁         |
| 1982年度 | 373人                   | 59年度刊・223頁         |
| 1983年度 | 326人                   | 60年度刊・241頁         |
| 1984年度 | 197人                   | 61年度刊・235頁         |
| 1985年度 | 178人                   | 62年度刊・223頁         |
| 1986年度 | 175人                   | 63年度刊・223頁         |
| 1987年度 | 198人                   | 平成元年度刊・225頁     |
| 1988年度 | 215人                   | 2年度刊・223頁          |
| 1989年度 | 210人                   | 3年度刊・225頁          |
| 1990年度 | 219人                   | 4年度刊・229頁          |
| 1991年度 | 217人                   | 5年度刊・221頁          |
| 1992年度 | 210人                   | 6年度刊・221頁          |
| 1993年度 | 210人                   | 7年度刊・239頁          |
| 1994年度 | 217人                   | 8年度刊・241頁          |
| 1995年度 | 201人                   | 9年度刊・243頁          |
| 1996年度 | 191人                   | 10年度刊・241頁         |
| 1997年度 | 189人                   | 11年度刊・241頁         |
| 1998年度 | 181人                   | 12年度刊・239頁         |
| 1999年度 | 169人                   | 13年度刊・240頁         |
| ・・・ |                         |                         |
| 2011年度 | 169人                   | 26年度刊・114頁。       |
| 2012年度 | 175人                   | 〃                      |
| 2013年度 | 187人                   | 〃                      |
| 2014年度 | 212人                   | 27年度刊・114頁。       |
| 2015年度 | 219人                   | 28年度刊・114頁         |
| 2016年度 | 220人                   | 29年度刊・122頁         |
| 2017年度 | 225人                   | 令和2年度刊・118頁。    |
| 2018年度 | 243人                   | 〃                      |
| 2019年度 | 260人                   | 〃                      |
| ※出典欄には数値掲載の同書刊行年とページ数を記載 1999年度までは愛知県統計年鑑による資料。 2011年度からは豊橋市統計書による資料。 |                         |                         |

## 駅周辺
- 豊川（対岸すぐに下地駅がある）

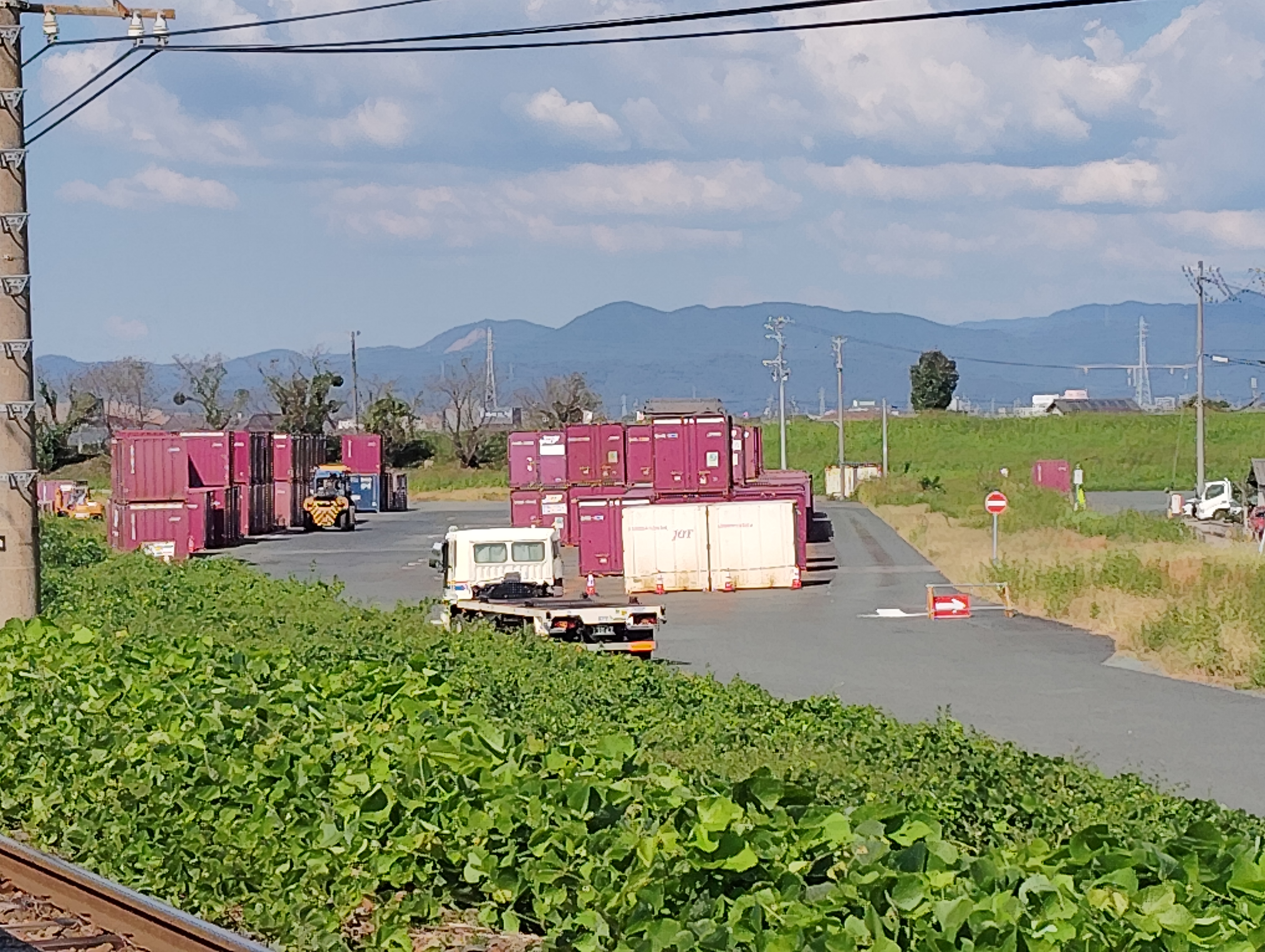
ホームから見える豊橋オフレールステーション

- 日本貨物鉄道（JR貨物）豊橋オフレールステーション（豊橋ORS） - 駅北側にある。
- 日本通運豊橋支店豊橋物流センター - 豊橋オフレールステーションに併設している。
- 豊橋市立松葉小学校
- 豊橋市立吉田方小学校
- 豊橋吉川郵便局
- 豊橋北島郵便局

## 隣の駅
東海旅客鉄道（JR東海）
CD 飯田線
■快速・■普通（一部列車）
通過
■普通（各駅停車）
豊橋駅 (CD00) - 船町駅 (CD01) - 下地駅 (CD02)